# Cá nóc nhím gai móc
Cá nóc nhím gai móc, hay cá nóc nhím gai dẹp, tên khoa học là Lophodiodon calori, là loài cá biển duy nhất thuộc chi Lophodiodon trong họ Cá nóc nhím. Loài này được mô tả lần đầu tiên vào năm 1854.

## Từ nguyên
Từ lophodiodon được ghép bởi lóphos (λόφος; "mào") trong tiếng Hy Lạp cổ đại và diodon, tên gọi của một chi cá nóc nhím, hàm ý đề cập đến một số gai ở phía trước đầu có đến hai gốc chân so với các loài Diodon thực sự.
Từ định danh calori tuy không được giải nghĩa nhưng gần như chắc chắn để tri ân bạn đồng môn của tác giả Bianconi tại Đại học Bologna, Luigi Calori (1807 – 1896), một bác sĩ và giáo sư giải phẫu người.

## Phạm vi phân bố và môi trường sống
Cá nóc nhím gai móc được phân bố rộng khắp khu vực Ấn Độ Dương - Thái Bình Dương, từ bờ biển Đông Phi trải dài về phía đông đến Biển Đông, ngược lên phía bắc đến Oman, giới hạn phía nam đến Úc và Nam Phi.
Cá nóc nhím gai móc sống trên nền đáy cát lẫn đá vụn, có thể được thu thập ở độ sâu đến 100 m.

## Mô tả
Chiều dài cơ thể lớn nhất được ghi nhận ở cá nóc nhím gai móc là 30 cm. Đầu và thân màu vàng nâu hoặc vàng sẫm, bụng trắng xám. Có một vằn đen từ trán băng qua dọc mắt xuống dưới cằm. Hai bên lườn bụng có ba vệt nâu xám với các chấm vàng. Gốc vây lưng màu đen, các vây khác xám nhạt.
Số tia vây ở vây lưng: 10–12; Số tia vây ở vây hậu môn: 10–12; Số tia vây ở vây ngực: 22–24.

## Sinh thái học
Theo kết quả khảo sát ở Việt Nam vào năm 2004–2005 thì chưa thấy độc tính ở cá nóc nhím gai móc, nhưng điều này không có nghĩa là trong tương lai chúng hoàn toàn không có độc.